# Danh sách Chủ tịch Hội đồng nhân dân cấp tỉnh Việt Nam nhiệm kỳ 2021–2026
Dưới đây là danh sách Chủ tịch Hội đồng nhân dân các tỉnh và thành phố trực thuộc trung ương của Việt Nam nhiệm kì 2021-2026. Tất cả đều là Đảng viên Đảng Cộng sản Việt Nam

## Danh sách
| Tỉnh/TP               | Họ và tên            | Năm sinh | Quê quán       | Nhiệm kì         | Thời gian tại nhiệm | Ghi chú                               |
| --------------------- | -------------------- | -------- | -------------- | ---------------- | ------------------- | ------------------------------------- |
| An Giang              | Nguyễn Thanh Nhàn    | 1977     | Kiên Giang     | 01/07/2025 - nay | 0 ngày              | Phó Bí thư thường trực Tỉnh ủy        |
| Bắc Ninh              | Nguyễn Việt Oanh     | 1980     | Bắc Giang      | 01/07/2025 - nay | 0 ngày              | Phó Bí thư Tỉnh ủy                    |
| Cà Mau                | Phạm Văn Thiều       | 1970     | Bạc Liêu       | 01/07/2025 - nay | 0 ngày              | Phó Bí thư Tỉnh ủy                    |
| Cao Bằng              | Bế Thanh Tịnh        | 1970     | Cao Bằng       | 09/06/2025 - nay | 22 ngày             | Ủy viên BTV Tỉnh ủy                   |
| Cần Thơ               | Đồng Văn Thanh       | 1969     | Cần Thơ        | 01/07/2025 - nay | 0 ngày              | Phó Bí thư thường trực Thành ủy       |
| Đà Nẵng               | Nguyễn Đức Dũng      | 1967     | Quảng Ngãi     | 01/07/2025 - nay | 0 ngày              | Phó Bí thư Thành ủy                   |
| Đắk Lắk               | Cao Thị Hòa An       | 1973     | Nghệ An        | 01/07/2025 - nay | 0 ngày              | Phó Bí thư thường trực Tỉnh ủy        |
| Điện Biên             | Lò Văn Phương        | 1967     | Điện Biên      | 29/6/2021 - nay  | 4 năm, 2 ngày       | Ủy viên BTV Tỉnh ủy                   |
| Đồng Nai              | Tôn Ngọc Hạnh        | 1980     | Bình Dương     | 01/07/2025 - nay | 0 ngày              | Phó Bí thư thường trực Tỉnh ủy        |
| Đồng Tháp             | Châu Thị Mỹ Phương   | 1972     | Tiền Giang     | 01/07/2025 - nay | 0 ngày              | Phó Bí thư Tỉnh ủy                    |
| Gia Lai               | Rah Lan Chung        | 1971     | Gia Lai        | 01/07/2025 - nay | 0 ngày              | Phó Bí thư thường trực Tỉnh ủy        |
| Hà Nội                | Nguyễn Ngọc Tuấn     | 1966     | Hải Dương      | 9/12/2020 - nay  | 4 năm, 204 ngày     | Phó Bí thư Thành ủy                   |
| Hà Tĩnh               | Hoàng Trung Dũng     | 1971     | Hà Tĩnh        | 6/12/2020 - nay  | 4 năm, 207 ngày     | Bí thư Tỉnh ủy; Trưởng đoàn ĐBQH tỉnh |
| Hải Phòng             | Lê Văn Hiệu          | 1967     | Hải Dương      | 01/07/2025 - nay | 0 ngày              | Phó Bí thư Thành ủy                   |
| Thành phố Hồ Chí Minh | Võ Văn Minh          | 1972     | Bình Dương     | 01/07/2025 - nay | 0 ngày              | Phó Bí thư Thành ủy                   |
| Hưng Yên              | Trần Quốc Văn        | 1968     | Hưng Yên       | 30/11/2020 - nay | 4 năm, 213 ngày     | Phó Bí thư Tỉnh ủy                    |
| Khánh Hòa             | Nguyễn Khắc Toàn     | 1970     | Khánh Hòa      | 29/6/2021 - nay  | 4 năm, 2 ngày       | Phó Bí thư thường trực Tỉnh ủy        |
| Lai Châu              | Giàng Páo Mỷ         | 1963     | Lai Châu       | 11/12/2020 - nay | 4 năm, 202 ngày     | Bí thư Tỉnh ủy                        |
| Lạng Sơn              | Đoàn Thị Hậu         | 1969     | Lạng Sơn       | 29/6/2021 - nay  | 4 năm, 2 ngày       | Phó bí thư Thường trực Tỉnh ủy        |
| Lào Cai               | Trịnh Xuân Trường    | 1977     | Nam Định       | 01/07/2025 - nay | 0 ngày              | Bí thư Tỉnh ủy                        |
| Lâm Đồng              | Trần Hồng Thái       | 1974     | Hà Tĩnh        | 01/07/2025 - nay | 0 ngày              | Phó Bí thư Tỉnh ủy                    |
| Nghệ An               | Hoàng Nghĩa Hiếu     | 1967     | Nghệ An        | 18/11/2024 - nay | 225 ngày            | Phó bí thư Thường trực Tỉnh ủy        |
| Ninh Bình             | Lê Quốc Chỉnh        | 1968     | Nam Định       | 01/07/2025 - nay | 0 ngày              | Phó Bí thư Tỉnh ủy                    |
| Phú Thọ               | Bùi Văn Quang        | 1967     | Phú Thọ        | 27/3/2019 - nay  | 6 năm, 96 ngày      | Phó Bí thư Tỉnh ủy                    |
| Quảng Ngãi            | Nguyễn Đức Tuy       | 1973     | Bình Định      | 01/07/2025 - nay | 0 ngày              | Phó Bí thư Tỉnh ủy                    |
| Quảng Ninh            | Trịnh Thị Minh Thanh | 1973     | Hải Dương      | 26/12/2024 - nay | 187 ngày            | Phó Bí thư thường trực Tỉnh ủy        |
| Quảng Trị             | Nguyễn Đăng Quang    | 1968     | Quảng Trị      | 10/9/2020 - nay  | 4 năm, 294 ngày     | Phó Bí thư Tỉnh ủy                    |
| Sơn La                | Nguyễn Thái Hưng     | 1965     | Hưng Yên       | 18/10/2019 - nay | 5 năm, 256 ngày     | Ủy viên BTV Tỉnh ủy                   |
| Tây Ninh              | Nguyễn Mạnh Hùng     | 1974     | Trà Vinh       | 01/07/2025 - nay | 0 ngày              | Phó Bí thư Thường trực Tỉnh ủy        |
| Thái Nguyên           | Nguyễn Đăng Bình     | 1978     | Hà Nội         | 01/07/2025 - nay | 0 ngày              | Phó Bí thư Thường trực Tỉnh ủy        |
| Thanh Hóa             | Lại Thế Nguyên       | 1970     | Thanh Hóa      | 02/12/2024 - nay | 211 ngày            | Phó Bí thư Thường trực Tỉnh ủy        |
| Thừa Thiên Huế        | Lê Trường Lưu        | 1963     | Thừa Thiên Huế | 24/10/2014 - nay | 10 năm, 250 ngày    | Bí thư Tỉnh ủy                        |
| Tuyên Quang           | Nguyễn Văn Sơn       | 1970     | Vĩnh Phúc      | 01/07/2025 - nay | 0 ngày              | Phó Bí thư Tỉnh ủy                    |
| Vĩnh Long             | Nguyễn Minh Dũng     | 1980     | Vĩnh Long      | 01/07/2025 - nay | 0 ngày              | Phó Bí thư Tỉnh ủy                    |